# Natal Sharks
Natal Sharks, conocido como The Sharks, es un equipo profesional de rugby fundado en 1890 en Durban, Sudáfrica, y que compite anualmente en el campeonato Currie Cup.
El club está dirigido por la KwaZulu-Natal Rugby Union, que además dirige al equipo de los Sharks que compiten en el United Rugby Championship contra equipos de Irlanda, Gales, Italia y Escocia.
Creado en 1890, comenzó a competir en la Currie Cup desde su segunda edición en 1892. La primera vez que el equipo alcanzó una final fue en 1956, y hasta 1990 no consiguió su primer título. Desde entonces el club ha demostrado ser mucho más competitivo que en su primer siglo de existencia, habiendo logrado conquistar 9 veces el título de campeones de Sudáfrica, la última de ellas en la final de la temporada 2024.
Uno de los motivos de estos éxitos recientes es la nómina de estrellas que han militado en sus filas, como Percy Montgomery, Henry Honibal, John Smit, Ruan Pienaar, Francois Steyn, Stefan Terblanche, André Joubert, Joel Stransky, James Small o Gary Teichmann. 
Los Natal Sharks juega sus partidos como local en el Kings Park Stadium de Durban, que tiene una capacidad para 52 000 espectadores.

## Títulos
- Super Rugby
  - Subcampeón (1): 1996.

- Currie Cup (9): 1990, 1992, 1995, 1996, 2008, 2010, 2013, 2018, 2024.

- Percy Frames Trophy (1): 1993

- Santam Bank Cup (1): 1986